# Vendela Kirsebom
Vendela Maria Kirsebom (12 de enero de 1967) es una modelo y actriz sueca con ascendencia noruega y turca.

## Biografía

### Primeros años y carrera
Nació en Estocolmo (Suecia), de madre noruega y padre turco. A los trece años, Vendela fue descubierta en Estocolmo por Eileen Ford mientras comía en un restaurante.
A los dieciocho, se graduó en la Escuela Rudolf Steiner y se mudó a Italia para desarrollar su carrera como modelo bajo los auspicios de la famosa agencia de modelos Ford. Después de un contrato con Elizabeth Arden, Vendela se trasladó a Estados Unidos, donde comenzó a trabajar como portavoz de Almay.
Ha sido imagen de compañías como Elizabeth Arden, Revlon, Lay's, Barbour, Diesel, Hanes, JH Collectibles, Lipton, Mikimoto, y Victoria's Secret.
Su agencia en Suecia en Mikas y en EE. UU., Ford Moles.

### Portadas, apariciones en películas y televisión
Ha sido portada en las revistas Bride's (EE. UU.), Flare (Canadá), Shape (EE. UU.), FHM (R.U.), y Zest (EE. UU.); y ha aparecido multitud de veces en Sports Illustrated Swimsuit Issue. 
Ha actuado en algunos espectáculos de televisión y películas, tales como Batman y Robin (1997).
Vendela ha participado también en las películas de Disney Channel Model Behavior, con Justin Timberlake y Maggie Lawson, así como en The Parent Trap, junto a Lindsay Lohan y Dennis Quaid.
Apareció en 1995 como ella misma en episodios de The Larry Sanders Show y Murphy Brown, así como en el telefilme de 1995 Romy and Michele: In the Beginning. Puso su voz a un personaje de Johnny Bravo.
En 1999 presentó la competición musical sueca Melodifestivalen 1999 con Anders Lundin.
Actualmente, Vendela presenta los programas de telerrealidad Norway's Next Top Model segunda edición y Sweden's Next Top Supermodel cuarta edición.
También ha hecho una aparición en un episodio de la décima temporada de America's Next Top Model.

### Vida personal
En 1996, se casó con el político noruego Olaf Thommessen, después se mudó a Oslo con sus dos hijas, Julia y Hannah. Se separaron en 2007 tras once años de matrimonio. Ella vive aún en Oslo.
Vendela es una figura muy activa en la comunidad de modelos internacional y es embajadora de buena voluntad de Unicef.